# Jorge Roberto Quinteros
Jorge Quinteros (San Fernando, 27 de juliol de 1974) és un exfutbolista argentí, que ocupava la posició de davanter.
Ha militat a l'Argentinos Juniors (en diverses etapes), San Lorenzo, Chacarita Juniors i Talleres de Córdoba al seu país, així com a Itàlia, Espanya i Xile. Ha guanyat el Clausura 2001 i el Clausura de Xile 2005.